# Gdańska tabulatura organowa
Gdańska tabulatura organowa – zbiór 44 wielogłosowych kompozycji organowych lub wokalnych transkrybowanych na organy, pochodzący z 1591 r.
Jest to tabulatura typu włoskiego. Oryginał zbioru znajduje się w Archiwum Wojewódzkim w Gdańsku (pod sygnaturą Ms. 300 R. Vv.). Domniemanym autorem tabulatury jest Cajus Schmiedtlein – organista z kościoła NMP w Gdańsku. Wśród kompozytorów transkrybowanych utworów rozpoznano m.in. Orlanda di Lasso i Pierre'a Sandrina.